# Antigambra amphitrocta
Antigambra amphitrocta är en fjärilsart som beskrevs av Edward Meyrick 1927. Antigambra amphitrocta ingår i släktet Antigambra och familjen äkta malar.
Artens utbredningsområde är Zimbabwe. Inga underarter finns listade i Catalogue of Life.